# Beriohansa hansali
Beriohansa hansali är en fjärilsart som beskrevs av Felder 1874. Beriohansa hansali ingår i släktet Beriohansa och familjen nattflyn. Inga underarter finns listade i Catalogue of Life.